# 26 Summer Street
26 Summer Street är en film från 1996 regisserad av Steve Larson, skriven av Peter Syvertsen och med Syvertsen och Rachael Leigh Cook i rollerna. Filmen är baserad på berättelsen The Girl with a Pimply Face av William Carlos Williams.

## Handling
En läkare kallas till 26 Summer Street för att ta hand om en bebis. När han kommer fram möts han av bebisens äldre syster som säger att hon tror att bebisen kommer dö. Den äldre systern har problem med akne, och läkaren ger råd om detta och säger att han ska återkomma senare efter att ha besökt andra patienter i området och att det inte är någon fara med bebisen. Systern tror inte på detta och frågar honom varför han säger att han ska besöka andra patienter när han inte ska det, han ler bara åt detta och går sin väg. När läkaren kommit ut ur huset sätter han sig ner på trappstegen utanför och skriver ned sina tankar om systern och avslöjar i sina anteckningar att han fallit för systern. Flickan kommer ut och frågar om han ska sitta där hela dagen, han håller bebisen ett tag och ser sedan orolig ut. Han använder stetoskopet på bebisen och säger sedan att han ska gå och köpa tvål. Hans tankar avslöjar att han nu vet att bebisen har ett dåligt hjärta och kommer leva max ett halvår till.